# Cer(III)-oxid
Cer(III)-oxid ist ein Oxid des Metalls Cer, das zu den Seltenen Erden zählt.
Neben Cer(III)-oxid gibt es Cer-Oxid auch in der Oxidationsstufe +4 als Cer(IV)-oxid (CeO2).

## Herstellung
Cer(III)-oxid Ce2O3 wird aus Cer(IV)-oxid CeO2 durch Reduktion mit Kohlenstoff oder Wasserstoff H2 bei über 1000 °C hergestellt. Es ist luftstabil, wenn es bei Temperaturen über 1400 °C hergestellt wurde.
{\displaystyle {\ce {2 CeO2 + H2 -> Ce2O3 + H2O}}}
{\displaystyle {\ce {2 CeO2 + C -> Ce2O3 + CO}}}

## Eigenschaften
Cer(III)-oxid ist goldgelb gefärbt. Grünlichgelbe Präparate sind unvollständig reduziert. Pulverförmiges, nicht stabilisiertes Cer(III)-oxid geht an der Luft langsam, bei langsamen Erwärmen rasch (manchmal unter Aufglühen) in Cer(IV)-oxid über. In Säuren ist die Verbindung leicht löslich. In keramischer Form zusammen mit Zinn(II)-oxid SnO luminesziert es bei Beleuchtung mit UV-Licht. Es absorbiert Licht mit der Wellenlänge 320 nm und emittiert Licht mit der Wellenlänge von 412 nm.
Cer(III)-oxid besitzt eine hexagonale Kristallstruktur vom Lanthanoid-A-Typ.

## Verwendung
Ceroxide werden als Katalysator zur Reduktion von CO-Emissionen in den Abgasen von Kraftfahrzeugen verwendet. Bei Sauerstoffmangel wird hierbei Cer(IV)-oxid in Gegenwart von Kohlenmonoxid zu Cer(III)-oxid reduziert:
{\displaystyle {\ce {4 CeO2 + 2 CO -> 2 Ce2O3 + 2 CO2}}}
Bei Sauerstoffüberschuss wird umgekehrt Cer(III)-oxid zu Cer(IV)-oxid oxidiert:
{\displaystyle {\ce {2 Ce2O3 + O2 -> 4 CeO2}}}
Für eine zukünftige Herstellung von Wasserstoff mit Sonnenenergie wird das Cer(IV)-oxid-Cer(III)-oxid-Verfahren entwickelt.